# Doro Macula
Doro Macula è una formazione geologica presente sulla superficie di Tritone, il principale satellite naturale di Nettuno; il suo nome deriva da quello di Doro, dea della pesca secondo la mitologia Hezhen.